# 地狱游记
《地獄遊記》，台灣宗教善書，1976年由台中聖賢堂出版，內容類似《玉歷寶鈔》，內容介紹中國地獄十殿的情況。作者為楊贊儒（後出家，法號“聖輪”，因性侵而入狱），以扶鸞的方式寫成。其內容介紹，一位鸞生，楊生（即楊贊儒在書中的筆名），由濟公帶領其魂魄，至地獄遊歷的經過，以及地獄的情景。
類似的勸世善書還有《阿鼻地獄遊記》、《新阿鼻地獄遊記》、《天堂遊記》、《人間遊記》、《極樂世界遊記》等等，皆為神明告知世人務必做好事或持身修行，若好好修行以後會到好的地方，若做壞事，以後會有地獄之處罰。

## 作者與著作方式
作者楊贊儒（釋聖輪）自稱由濟公帶領其魂魄，至地獄遊歷的過程，以及地獄的情景。主要是夜間透過扶乩在沙盤上用中文寫出。

## 內容
根據書目的自序，著書的目的，“除了神明藉凡人之口告知世人地獄確實存在外，也有警惕人諸惡莫做之用意”。此書可在台灣各大廟宇的善書流通區免費拿取，也有漫畫版（人物畫風類似蔡志忠的作品），並自稱“神明同意對地獄之內容以漫畫方式較輕鬆地呈現，只是讓世人方便了解，內容都是十分嚴肅的真實案例”。
書中主角鸞生楊生爲楊贊儒筆名，奉旨跟隨其師濟公到地獄遊覽，歷遍十殿閻羅，看盡各刀山火海中亡靈的慘況，以及聽罪魂親口敘述自身因犯何罪而下地獄受苦刑。遊記展示了一副相對貼合現代的地獄景象，并解釋了各層大地獄中的小地獄。不過，提出了一些相對異趣的觀點，例如對“六道輪迴”、“地心引力”的解釋均與正統佛教、道教及科學解釋不同。
在遊記中，亡者化作的鬼魂會被地心引力所牽引到地獄當中，第一步會來到心頭山。倘若是已經修行健全的修道者，靈魂輕盈，可以輕易地飛升到山頂，進入天堂之中，而一般人則會墮入心頭山下的陰陽界之中。
鬼魂聚集陰陽界，便會經由鬼差的指引進入鬼門關當中，來到第一閻羅殿，進行善惡審判。生前造了善業而惡業較少的鬼魂，便可以來到地獄的平民區當中生活，等待陽壽殆盡後可以去到第十殿進行投胎。罪惡較多的鬼魂便會因為各自罪業的不同進入第二到第九層的小地獄中進行懲罰。那些死不認錯的鬼魂，就會被帶到孽鏡台前關照生前所造惡業，讓鬼魂無話可說。
在世間有修道而未成道的修行者，會被分配到萬法歸宗室中繼續完成修煉，等待飛升天界；投胎成動物的鬼魂則會來到四生輪迴廳當中，重新化為人形，繼續進行輪迴。
第二到第八殿之間，有一十六個小地獄，諸如割腎鼠啃小地獄、鐵刀割臉小地獄、鐵絲水蛭小地獄、毒蜂小地獄等，在塵世間姦淫擄掠，為非作歹，不義不孝分門別類，根據罪行的不同，判處不同的刑法。其中對於一些只有現代才較多的懲罰，諸如酒駕殺人、危險駕駛等，已經有了車訓（推輪車碾）小地獄進行懲罰。
第九殿中有阿鼻大地獄，便是俗稱的十八層地獄。塵世間罪惡深重，如不孝、淫亂等等無法原諒的罪的人，死後便會來到無間大地獄中，永無止境地在其中受罰。
第十殿便是輪迴轉生殿，所有一切鬼魂都會在此處進行輪迴。無論是那些平民區中的鬼魂，還是受刑完畢的鬼魂，或者是投胎成動物、昆蟲的鬼魂，都會來到此處。他們會先來到孟婆亭喝孟婆湯，讓其神志不清，無法保持靈智，懵懵懂懂地踏上六道輪迴之上。此處的六道和佛教的六道輪迴不一樣的地方在於，它的六道，被稱為“六橋”，分別是“金橋”“銀橋”“玉橋”“石橋”“木橋”“竹橋”，金橋是飛升天堂的鬼魂去的，銀橋是前往“聚善所”修煉期滿經考試合格，後至“九泉瀑布”淨靈，經由此橋到陽間涖任神位，玉、石、木橋是轉生成人走的路，依據地位（投身為富貴人家將經過玉橋、平民經過石橋、貧賤孤苦者經過木橋）而分區，“竹橋”是“四生”——胎生、卵生、濕生、化生，投胎成動物、飛鳥、魚類、昆蟲。

## 改编
亦有改编为漫画和动画版本。《地狱游记》动画版由泰国Fusion Studio制作，名为《ท่องขุมนรก》。

## 相關
- 觀落陰
- 亡人落道

## 外部連結
（页面存档备份，存于）   佛法山台中聖德禪寺創辦人聖輪法師（俗名楊贊儒）
（页面存档备份，存于）
- 地獄遊記（页面存档备份，存于）
- 漫畫地獄遊記 （页面存档备份，存于）